# Bissingen an der Teck
Bissingen an der Teck – miejscowość i gmina w Niemczech, w kraju związkowym Badenia-Wirtembergia, w rejencji Stuttgart, w regionie Stuttgart, w powiecie Esslingen, wchodzi w skład wspólnoty administracyjnej Weilheim an der Teck. Leży w Jurze Szwabskiej, ok. 20 km na południowy wschód od centrum Esslingen am Neckar.